# (914) Palisana
(914) Palisana es un asteroide perteneciente al cinturón de asteroides descubierto el 4 de julio de 1919 por Maximilian Franz Wolf desde el observatorio de Heidelberg-Königstuhl, Alemania.
Está nombrado en honor del astrónomo austriaco Johann Palisa (1848-1925).